# Baban
Baban is een bestuurslaag in het regentschap Sumenep van de provincie Oost-Java, Indonesië. Baban telt 1904 inwoners (volkstelling 2010).